# Alessandro Nesta
Alessandro Nesta (19. březen 1976, Řím, Itálie) je italský fotbalový trenér a bývalý fotbalový obránce, který ukončil kariéru v MLS klubu Montreal Impact. Pelé ho roku 2004 zařadil mezi 125 nejlepších žijících fotbalistů.
V roce 2015 začal trenérskou kariéru a vedl americký tým Miami FC a pak italskou Perugii. V letech 2019 až 2021 byl trenérem druholigového Frosinone. Od sezony 2024/25 vede italskou Monzu.

## Klubová kariéra
Nesta vyrostl v římské čtvrti Cinecittà. Jeho otec Giuseppe byl příznivcem Lazia, kde se Nesta věnoval fotbalu od svých 10 let.

### SS Lazio
Nestovo fotbalové dospívání bylo provázáno s Laziem Řím. Za římský velkoklub poprvé nastoupil 13. března 1994 proti Udinese, to vedl Římany legendární hráč a i kouč Dino Zoff.
Během tréninku v dubnu 1994 omylem zranil svého spoluhráče Paula Gascoigneho.
Průlom nastal v ročníku 1995/96, kdy klub vedl Zdeněk Zeman. Český kouč vyznávající útočnou hru svěřil Nestovi roli tzv. protagonisty, kdy byl útok budován už ze zadních řad.
Nesta nastoupil do 23 zápasů Serie A. V roce 1997 se stal kapitánem, tuto roli mu svěřil švédský trenér Sven-Göran Eriksson. Nesta a spol. se dokázali probojovat do finále Poháru UEFA na jaře 1998, kde na Lazio čekal milánský Inter. Ani Nesta ani jeho tradiční partner ve stoperské dvojici Paolo Negro neubránili útočné duo soupeře v podobě Ronaldo–Zamorano, kteří po jedné brance zařídili vysokou výhru 3:0 na trávníku pařížského stadionu Parc des Princes.
V ročníku 1998/99 Lazio málem získalo Scudetto (ligový titul), skončilo jediný bod za vítězným AC Milán. Pomyslnou náplastí byl triumf v evropském Poháru vítězů pohárů, pro Nestu vůbec první evropská trofej.
Mistrem Itálie se stal v ročníku 1999/00. V tomto období tvořil stoperskou dvojici se Sinišou Mihajlovićem.
Finanční potíže Lazia dovedly klubového prezidenta Sergia Cragnottiho k rozhodnutí prodat hvězdy včetně 26letého Nesty. Sám Nesta netoužil odejít a předtím několik větších klubů odmítl,
přesto nakonec k přestupu došlo a Lazio za Nestu inkasovalo 21 milionů liber.
Nestovým zaměstnavatelem se stal AC Milán Silvia Berlusconiho, v jehož obraně působili Paolo Maldini či Roque Júnior. Podepsal kontrakt na pět let, tedy do roku 2007.

### AC Milán

#### Sezóna 2002/2003 – Triumf v Lize mistrů
Debutové ligové utkání ve dresu Rossoneri odehrál v září na hřišti Modeny již v 1. kole Serie A.
Společně se zkušenými italskými zadáky Maldinim a Costacurtou pomohl Milánu dosáhnout semifinále Ligy mistrů. První utkání proti Interu dopadlo bezbrankovou remízou, odveta pak remízou 1:1. Pravidlo venkovních gólů posunulo dále AC, přestože se obě střetnutí hrála na stejném stadionu. Finálové klání s Juventusem bylo vyrovnané a skončilo i po prodloužení 0:0, v penaltovém rozstřelu pak uspělo milánské mužstvo.

#### Sezóna 2003/2004 – Scudetto
Začátek dalšího běhu odstartovali Rossoneri prohrou v italském superpoháru s Juventusem, kdy Nesta nastoupil tradičně po boku Paola Maldiniho s krajními obránci v podobách Kaladzeho a Cafú. Nerozhodnuté prodloužení vyústilo v penaltový rozstřel, kde uspěli poměrem 6:5 Bianconeri. Nesta svoji penaltu proměnil.
Na konci srpna Nesta odehrál celé utkání evropského superpoháru proti Portu, tentokráte AC Milán vyhrál 1:0.
AC Milán se v lize rozjel a porážku zaznamenal až 21. prosince doma proti Udinese. Projevila se Nestova důležitost pro defenzívu, neboť tentokráte chyběl a na jeho místo se postavil Laursen, později nahrazený Costacurtou.
Zranění jej připravilo též o prosincové utkání Interkontinentálního poháru 2003 proti Boca Juniors, kde AC Milán opět neuspělo v penaltovém rozstřelu. Na začátku ledna ještě zameškal ligový souboj s AS Řím,
ale jeho mužstvo si poradilo a vyhrálo 2:1. V únoru si zahrál v derby proti Interu Milán a jeho tým navázal na podzimní výhru 3:1 nad městským rivalem, tentokráte vyhrál 3:2. Přibližně v 75. minutě Nesta nuceně střídal kvůli zranění, odcházel však jako jeden z nejlepších na trávníku.
Byl nucen vynechat následující ligové kolo proti Laziu (výhra 1:0). Ve čtvrtfinále Ligy mistrů se Nestův tým utkal s Deportivem La Coruña a po domácí výhře 4:1 vše směřovalo k postupu dále. Na Riazoru ale Italové narazili a v prvním poločase prohrávali již 0:3 (za tohoto stavu postupoval španělský klub). Nesta těsně před přestávkou podcenil dlouhý nákop Moliny a Albert Luque se nemýlil.
Ve druhém poločase završil výhru 4:0 Fran a AC Milán se připravil o možnost obhájit.
Na domácí scéně už AC Milán nezaváhal a získal Scudetto poprvé od roku 1999.

#### Sezóna 2004/2005 – další finále v Evropě
Italský mistr načal další sezónu výhrou 3:0 nad Laziem Řím v italském superpoháru. Nesta odehrál celé utkání ve stoperské dvojici s Jaapem Stamem.
Ve třetím kole Serie A se obraně Milána nepovedlo domácí utkání s Messinou, která na San Siru vyhrála 2:1.
Na konci října v derby proti Interu Nesta zvládl pokrýt soupeřova útočníka Adriana a utkání tak skončilo nerozhodně 0:0.
První tři skupinová utkání v Lize mistrů proti Šachtaru Doněck, Celticu a Barceloně dospěla k vítěznému konci. Přes prohru 1:2 na Camp Nou se hráči AC Milán probojovali do osmifinále, kde změřili síly s Manchesterem United. Kanonýra Ševčenka na Old Trafford zastoupil Hernán Crespo, který zařídil cenné vítězství 1:0. Nesta obdržel v prvním poločase žlutou kartu po zákroku na Ryana Giggse.
Odvetu milánská obrana znovu zvládla a gól Crespa rozhodl i tento zápas. Čtvrtfinále přineslo další derby proti Interu. První klání dopadlo lépe pro AC, které si do odvety vytvořilo dvougólový náskok.
V tom druhém se vrátil obávaný Adriano, který Nestovi působil další obtíže, ale Nestův partner ve stoperské dvojici Stam dokázal jeho úsilí bránit.
Zápas provázely sporné situace a kontroverzní rozhodnutí, nakonec byl ukončen okolo 75. minuty, když byla např. hozena pyrotechnika na hřiště, která gólmana Didu minula jen těsně. UEFA tak zápas ukončila s výsledke 0:0 a AC Milán tak postoupil do semifinále.
Úvodní zápas proti PSV Eindhoven Nesta nemohl odehrát kvůli obdržené žluté kartě v odvetě s Interem. Do odvety již nastoupil a přes jeho přítomnost se PSV podařilo doma zvítězit 3:1. AC Milán postoupil do finále jen kvůli pravidlu venkovních gólů.
Finálové utkání se konalo v Istanbulu. Trenér Carlo Ancelotti spároval Nestu se Stamem, na levém kraji obrany zahrál Maldini, vpravo Cafú a už v první minutě vedl AC Milán nad Liverpoolem 1:0.
Ve 38. minutě se Luis Garcia dostal ke střele a trefil Nestovu ruku anebo loket, což fotbalisty Liverpoolu přimělo dožadovat se penalty. Následný milánský protiútok byl zakončen Crespovým gólem na 2:0.
Po poločase milánský celek vedl již 3:0, ale Liverpool otočil výsledek na 3:3 a zápas dospěl do prodloužení, ve kterém gól nepadl. Nesta, Stam i Maldini patřili k lepším hráčům na hřišti a poradili si s útočníky Barošem i Cissém (Cissé vystřídal Baroše),
tým ale ve druhém poločase „zradila“ záložní řada.
V penaltovém rozstřelu uspěli fotbalisté anglického klubu, poté co klíčovou penaltu neproměnil Ševčenko.
Ani v italské lize se nepodařilo vyhrát, tým skončil druhý za Juventusem.

### Přestupy
- z Lazia do Milána za 31 milionů eur (21 milionů liber)[6][26]

## Styl hry
Už v průběhu působení v Laziu se stal jedním z elitních obránců Serie A a jedním z nejlepších obránců na světě.

## Hráčská statistika
| Sezóna  | Klub            | Liga         | Liga   | Liga | Ligové poháry | Ligové poháry | Ligové poháry | Kontinentální poháry | Kontinentální poháry | Kontinentální poháry | Celkem | Celkem |
| Sezóna  | Klub            | Soutěž       | Zápasy | Góly | Soutěž        | Zápasy        | Góly          | Soutěž               | Zápasy               | Góly                 | Zápasy | Góly   |
| ------- | --------------- | ------------ | ------ | ---- | ------------- | ------------- | ------------- | -------------------- | -------------------- | -------------------- | ------ | ------ |
| 1993/94 | Lazio           | Serie A      | 2      | 0    | IP            | 0             | 0             | UEFA                 | 0                    | 0                    | 2      | 0      |
| 1994/95 | Lazio           | Serie A      | 11     | 0    | IP            | 1             | 0             | UEFA                 | 0                    | 0                    | 12     | 0      |
| 1995/96 | Lazio           | Serie A      | 23     | 0    | IP            | 2             | 0             | UEFA                 | 3                    | 0                    | 28     | 0      |
| 1996/97 | Lazio           | Serie A      | 25     | 0    | IP            | 4             | 0             | UEFA                 | 4                    | 0                    | 33     | 0      |
| 1997/98 | Lazio           | Serie A      | 30     | 0    | IP            | 9             | 1             | UEFA                 | 10                   | 1                    | 49     | 2      |
| 1998/99 | Lazio           | Serie A      | 20     | 1    | IP            | 0             | 0             | PVP                  | 4                    | 0                    | 26     | 1      |
| 1999/00 | Lazio           | Serie A      | 28     | 0    | IP            | 2             | 0             | LM+ES                | 9+1                  | 0                    | 40     | 0      |
| 2000/01 | Lazio           | Serie A      | 29     | 0    | IP+IS         | 1+1           | 0             | LM                   | 8                    | 0                    | 39     | 0      |
| 2001/02 | Lazio           | Serie A      | 25     | 0    | IP            | 1             | 0             | LM                   | 6                    | 0                    | 32     | 0      |
| 2002/03 | Milán           | Serie A      | 29     | 1    | IP            | 5             | 1             | LM                   | 14                   | 0                    | 48     | 2      |
| 2003/04 | Milán           | Serie A      | 26     | 0    | IP+IS         | 4+1           | 1+0           | LM+ES                | 6+1                  | 0                    | 38     | 1      |
| 2004/05 | Milán           | Serie A      | 29     | 0    | IP+IS         | 3+1           | 0             | LM                   | 12                   | 0                    | 45     | 0      |
| 2005/06 | Milán           | Serie A      | 30     | 1    | IP            | 1             | 0             | LM                   | 10                   | 0                    | 42     | 1      |
| 2006/07 | Milán           | Serie A      | 14     | 0    | IP            | 0             | 0             | LM                   | 8                    | 0                    | 22     | 0      |
| 2007/08 | Milán           | Serie A      | 29     | 1    | IP            | 0             | 0             | LM+ES+MSK            | 7+1+2                | 0+0+1                | 39     | 2      |
| 2008/09 | Milán           | Serie A      | 1      | 0    | IP            | 0             | 0             | UEFA                 | 0                    | 0                    | 1      | 0      |
| 2009/10 | Milán           | Serie A      | 23     | 3    | IP            | 0             | 0             | LM                   | 7                    | 0                    | 30     | 3      |
| 2010/11 | Milán           | Serie A      | 26     | 0    | IP            | 2             | 0             | LM                   | 7                    | 0                    | 35     | 0      |
| 2011/12 | Milán           | Serie A      | 17     | 1    | IP+IS         | 1+1           | 0             | LM                   | 7                    | 0                    | 26     | 1      |
| 2012    | Montreal Impact | MLS          | 8      | 0    | -             | 0             | 0             | -                    | 0                    | 0                    | 8      | 0      |
| 2013    | Montreal Impact | MLS          | 23     | 0    | KP            | 1             | 0             | LMC                  | 2                    | 0                    | 26     | 0      |
| 2014    | Chennaiyin      | Super League | 3      | 0    | -             | 0             | 0             | -                    | 0                    | 0                    | 3      | 0      |
| Celkově | Celkově         | Celkově      | 451    | 8    | -             | 44            | 3             | -                    | 129                  | 2                    | 624    | 13     |

## Reprezentační kariéra
S národním týmem U21 vyhrál ME U21 1996 1996.
První utkání za reprezentaci Itálie hraje 5. října 1996 proti Moldavii (3:1).  Alessandro se okamžitě stal pilířem reprezentace a se spoluhráčem Cannavarem vytvořil na téměř deset let vynikající středovou řadu.
Za reprezentaci odehrál celkem 78 utkání. Ani v jednom utkání nevstřelil branku. Zúčastnil se tří ME (1996, 2000 – stříbro a 2004) a tří MS (1998, 2002 a 2006 – zlato).
Jeho poslední utkání za reprezentaci byl 11. října 2006 proti Gruzii (3:1). Oficiálně ukončil reprezentační kariéru 1. srpna 2007.

### Statistika na velkých turnajích
| Reprezentace | Rok     | Zápasy                      | Zápasy | Zápasy     | Zápasy           | Zápasy           | Zápasy         |
| Reprezentace | Rok     | Fáze turnaje                | Datum  | Soupeř     | Odehraných minut | Vstřelené branky | Výsledek       |
| ------------ | ------- | --------------------------- | ------ | ---------- | ---------------- | ---------------- | -------------- |
| Itálie       | ME 1996 | Neodehrál žádné ze 3 utkání |        |            |                  |                  |                |
| Itálie       | MS 1998 | 1 zápas ve skupině          | 11. 6. | Chile      | 90               | 0                | 2:2            |
| Itálie       | MS 1998 | 2 zápas ve skupině          | 17. 6. | Kamerun    | 90               | 0                | 3:0            |
| Itálie       | MS 1998 | 3 zápas ve skupině          | 23. 6. | Rakousko   | 4                | 0                | 2:1            |
| Itálie       | ME 2000 | 1 zápas ve skupině          | 11. 6. | Turecko    | 90               | 0                | 2:1            |
| Itálie       | ME 2000 | 2 zápas ve skupině          | 14. 6. | Belgie     | 90               | 0                | 2:0            |
| Itálie       | ME 2000 | 3 zápas ve skupině          | 19. 6. | Švédsko    | 49               | 0                | 2:1            |
| Itálie       | ME 2000 | Čtvrtfinále                 | 24. 6. | Rumunsko   | 90               | 0                | 2:0            |
| Itálie       | ME 2000 | Semifinále                  | 29. 6. | Nizozemsko | 120              | 0                | 3:1 na (pen.)  |
| Itálie       | ME 2000 | Finále                      | 2. 7.  | Francie    | 103              | 0                | 1:2 v (prodl.) |
| Itálie       | MS 2002 | 1 zápas ve skupině          | 3. 6.  | Ekvádor    | 90               | 0                | 2:0            |
| Itálie       | MS 2002 | 2 zápas ve skupině          | 8. 6.  | Chorvatsko | 24               | 0                | 1:2            |
| Itálie       | MS 2002 | 3 zápas ve skupině          | 13. 6. | Mexiko     | 90               | 0                | 1:1            |
| Itálie       | ME 2004 | 1 zápas ve skupině          | 14. 6. | Dánsko     | 90               | 0                | 0:0            |
| Itálie       | ME 2004 | 2 zápas ve skupině          | 18. 6. | Švédsko    | 90               | 0                | 1:1            |
| Itálie       | ME 2004 | 3 zápas ve skupině          | 22. 6. | Bulharsko  | 90               | 0                | 2:1            |
| Itálie       | MS 2006 | 1 zápas ve skupině          | 12. 6. | Ghana      | 90               | 0                | 2:0            |
| Itálie       | MS 2006 | 2 zápas ve skupině          | 17. 6. | USA        | 90               | 0                | 1:1            |
| Itálie       | MS 2006 | 3 zápas ve skupině          | 22. 6. | Česko      | 17               | 1                | 2:0            |

## Trenérská kariéra
Trenérskou kariéru započal 1. září 2015 v roli kouče amerického floridského týmu Miami FC, spoluvlastněného Paolem Maldinim. Nově vzniklý tým začal působit ve druhé nejvyšší ligové soutěži NASL (North American Soccer League).
Na podzim 2017 rezignoval.
V půlce května 2018 byl jmenován do funkce kouče druholigové italské Perugie pro play-off o prvoligovou příslušnost.
Tým ale neuspěl proti Benátkám a prohrál 0:3.
V další nové sezóně 2018/19 skončil tým na osmém místě a opět neuspěl v play-off.
Poté na svou funkci rezignoval.
V červnu 2019 oznámilo čerstvě druholigové Frosinone, že bude Nesta novým koučem týmu. Bývalý hráč podepsal dvouletý kontrakt. Z funkce hlavního trenéra byl 22. března 2021 odvolán. Klub trénoval do 22. března 2021, když byl propuštěn za špatné výsledky.

## Trenérská statistika
| Sezóna              | Klub                | Liga                | Liga   | Liga  | Liga   | Liga   | Liga                       | Ligové poháry | Ligové poháry | Ligové poháry | Ligové poháry | Ligové poháry | Ligové poháry | Kontinentální poháry | Kontinentální poháry | Kontinentální poháry | Kontinentální poháry | Kontinentální poháry | Kontinentální poháry | Celkem | Celkem | Celkem | Celkem |
| Sezóna              | Klub                | Soutěž              | Zápasy | Výhry | Remízy | Prohry | Umístění                   | Soutěž        | Zápasy        | Výhry         | Remízy        | Prohry        | Úspěch        | Soutěž               | Zápasy               | Výhry                | Remízy               | Prohry               | Úspěch               | Zápasy | Výhry  | Remízy | Prohry |
| ------------------- | ------------------- | ------------------- | ------ | ----- | ------ | ------ | -------------------------- | ------------- | ------------- | ------------- | ------------- | ------------- | ------------- | -------------------- | -------------------- | -------------------- | -------------------- | -------------------- | -------------------- | ------ | ------ | ------ | ------ |
| 2016                | Miami               | NASL                | 32     | 10    | 10     | 12     | 7. místo                   | AP            | 1             | 0             | 0             | 1             | -             | -                    | 0                    | 0                    | 0                    | 0                    | -                    | 33     | 10     | 10     | 13     |
| 2017                | Miami               | NASL                | 33     | 22    | 6      | 5      | 1. místo                   | AP            | 5             | 4             | 0             | 1             | -             | -                    | 0                    | 0                    | 0                    | 0                    | -                    | 38     | 26     | 6      | 6      |
| Celkem za Miami     | Celkem za Miami     | Celkem za Miami     | 65     | 32    | 16     | 17     | -                          | -             | 6             | 4             | 0             | 2             | -             | -                    | 0                    | 0                    | 0                    | 0                    | -                    | 71     | 35     | 17     | 19     |
| 2018                | Perugia             | Serie B             | 1+1    | 0     | 0      | 1+1    | nastoupil v kvě., 8. místo | IP            | 0             | 0             | 0             | 0             | -             | -                    | 0                    | 0                    | 0                    | 0                    | -                    | 2      | 0      | 0      | 2      |
| 2018/19             | Perugia             | Serie B             | 36+1   | 14    | 8      | 14+1   | 8. místo                   | IP            | 1             | 0             | 0             | 1             | -             | -                    | 0                    | 0                    | 0                    | 0                    | -                    | 38     | 14     | 8      | 16     |
| Celkem za Perugii   | Celkem za Perugii   | Celkem za Perugii   | 39     | 14    | 8      | 17     | -                          | -             | 1             | 0             | 0             | 1             | -             | -                    | 0                    | 0                    | 0                    | 0                    | -                    | 40     | 14     | 8      | 18     |
| 2019/20             | Frosinone           | Serie B             | 38+5   | 14+3  | 12     | 12+2   | 8. místo                   | IP            | 3             | 2             | 0             | 1             | -             | -                    | 0                    | 0                    | 0                    | 0                    | -                    | 46     | 19     | 12     | 15     |
| 2020/21             | Frosinone           | Serie B             | 30     | 9     | 11     | 10     | propuštěn v bře.           | IP            | 1             | 0             | 0             | 1             | -             | -                    | 0                    | 0                    | 0                    | 0                    | -                    | 31     | 9      | 11     | 11     |
| Celkem za Frosinone | Celkem za Frosinone | Celkem za Frosinone | 73     | 26    | 23     | 24     | -                          | -             | 4             | 2             | 0             | 2             | -             | -                    | 0                    | 0                    | 0                    | 0                    | -                    | 77     | 28     | 23     | 26     |
| 2023/24             | Reggiana            | Serie B             | 38     | 10    | 17     | 11     | 11. místo                  | IP            | 3             | 2             | 0             | 1             | -             | -                    | 0                    | 0                    | 0                    | 0                    | -                    | 41     | 12     | 17     | 12     |
| 2024/25             | Monza               | Serie A             | ?      | ?     | ?      | ?      | ?. místo                   | IP            | ?             | ?             | ?             | ?             | -             | -                    | 0                    | 0                    | 0                    | 0                    | -                    | ?      | ?      | ?      | ?      |
| Celkově             | Celkově             | Celkově             | 215    | 82    | 64     | 69     | -                          | -             | 14            | 8             | 0             | 6             | -             | -                    | 0                    | 0                    | 0                    | 0                    | -                    | 229    | 90     | 64     | 75     |

## Úspěchy

### Klubové
- 3× vítěz italské ligy (1999/00, 2003/04, 2010/11)
- 3× vítěz italského poháru (1997/98, 1999/00, 2002/03)
- 4× vítěz italského superpoháru (1998, 2000, 2004, 2011)
- 1× vítěz kanadského turnaje (2013)
- 2× vítěz Ligy mistrů (2002/03, 2006/07)
- 1× vítěz Poháru PVP (1998/99)
- 3× vítěz evropského superpoháru (1999, 2003, 2007)
- 1× vítěz mistrovství světa klubů (2007)

### Reprezentační
- 3× na MS (1998, 2002, 2006 – zlato)
- 3× na ME (1996, 2000 – stříbro, 2004)
- 1× na OH (1996)
- 1× na ME 21 (1996 – zlato)

### Individuální
- 4× nejlepší obránce ligy (1999/00, 2000/01, 2001/02, 2002/03)
- 1× talent roku (1997/98)
- 1× nejlepší obránce UEFA (2003)
- Tým roku Serie A – 2010/11[58]
- All Stars Team UEFA (2002, 2003, 2004, 2007)[59]
- All Stars Team FIFpro (2005, 2007)
- All Stars Team ESM (2000/01)
- All Stars Team ME (2000)
- člen síně slávy italského fotbalu (2021)

### Vyznamenání
Řád zásluh o Italskou republiku (2000)
 Řád zásluh o Italskou republiku (2006)
 Zlatý límec za sportovní zásluhy (2006)